# Isaac Cooper
Pour les articles homonymes, voir Cooper.
Isaac Cooper est un nageur australien né le 7 janvier 2004 à Bundaberg, dans le Queensland. Il a remporté la médaille de bronze du relais 4 × 100 m 4 nages mixte aux Jeux olympiques d'été de 2020 à Tokyo.

## Palmarès

### Championnats du monde

#### Grand bassin
- Championnats du monde 2022 à Budapest :
  -  Médaille d'argent du relais 4 × 100 m quatre nages mixte (participe uniquement aux séries).
- Championnats du monde 2024 à Doha :
  -  Médaille d'or du 50 m dos.

#### Petit bassin
- Championnats du monde 2024 à Budapest :
  -  Médaille d'argent du 50 m dos.